# Sånt man inte pratar om
Blanceflors debutalbum från 2000. Producerad av Johan Johansson och Tomas Skogsberg. Mixad av Tomas Skogsberg. Inspelad i Sunlight Studio i Stockholm. Mastrad av Peter in de Betou på Cutting Room

## Medlemmar
- Sulo: sång
- Mats Larson: gitarrer
- Rickard Myhrman: gitarrer
- Stefan Björk: bas och gitarrer
- Lutten: trummor

### Studiomusiker
- Johan Johansson: sång och gitarr
- Boba Fett: piano
- Nick Royale: gitarr
- Mattias Bärjed: akustisk gitarr
- Henrik Widén: piano
- Per Ullander: dragspel
- Tomas Skogsberg: stråkmaskin
- Plura Jonsson: sång
- Claes Carlsson: saxofon och Farfisaorgel

## Låtar
1. Chapmans Blues 3:14
2. Alla tar droger 4:01
3. Blomstertid 3:17
4. Lång längtan 3:12
5. Vinterpäls 3:23
6. Svarta hlegon & fuskblondiner 3:58
7. Pojkar, pojkar, pojkar (med Plura) 2:13
8. Medan jorden snurrar 3:36
9. Notis 3:11
10. Hit 2:45
11. Studs 2:31
12. Med händerna på ryggen 5:03

- Total speltid: 40:24